# 알무타미드

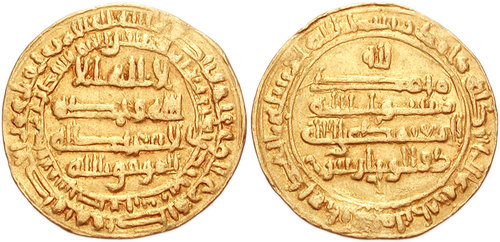

알무타미드(Al-Mu'tamid, 842년 경 ~ 892년 10월 14일)는 870년부터 892년까지 통치한 아바스 칼리파국의 칼리프이다.
알무타와킬과 쿠파 노예 여성 Fityan의 아들이다.